# Sankt Sarkiskyrkan
Ej att förväxla med Sankt Sarkiskatedralen i Jerevan.
Sankt Sarkiskyrkan (armeniska: Սուրբ Սարգիս Եկեղեցի, Surp Sarkis Yekeghetsi) är en kyrkobyggnad i distriktet Nor Nork i Jerevan i Armenien, som uppfördes 1998. Kyrkan är helgad åt Sankt Sarkis.
Kyrkan är ritad av Baghdasar Arzoumanian (1916–2001). Målningen över altaret är målad av Grigor Khanjyan (1926–2000).
Kupolen är 23 meter hög. Kyrkosalens pelare har de traditionella höga relieferna av de tolv apostlarna.

## Bildgalleri

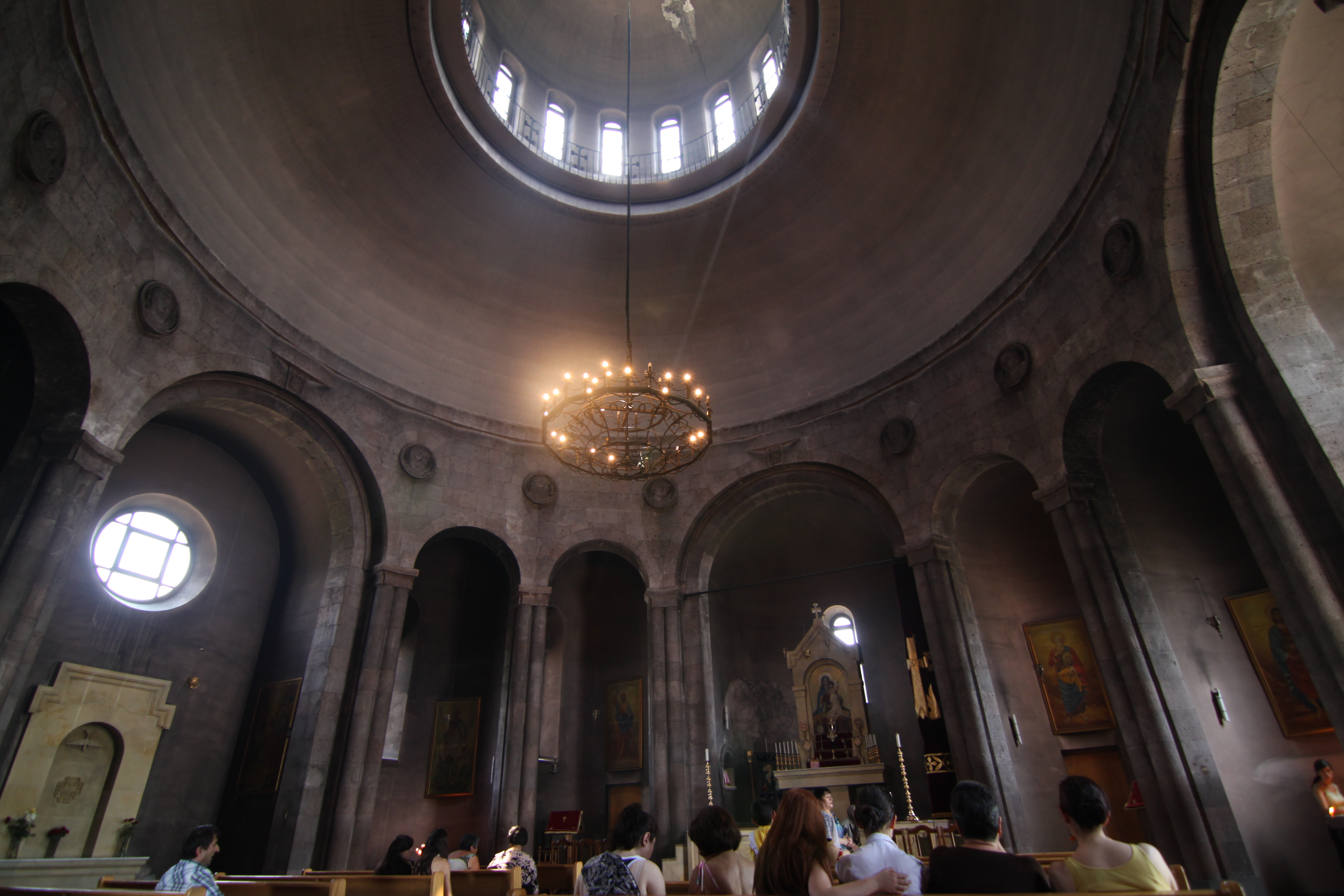
Kupol och altare
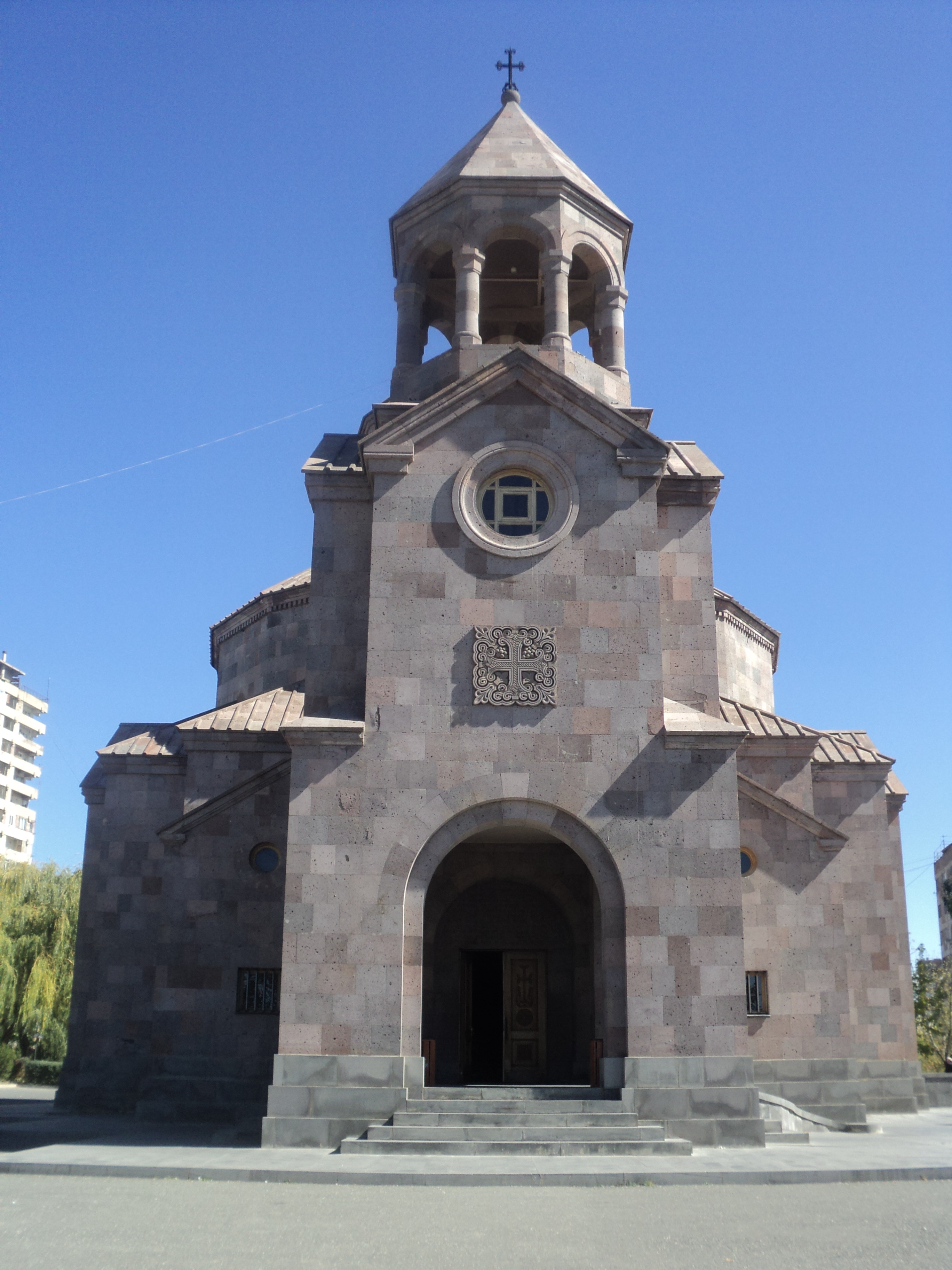
Fasaden